# NCAA Division I 2021 (volleyboll, damer)
NCAA Division I 2021 spelades 2 till 18 december 2021. Det var den 41:a upplagan av volleybollturneringen, som arrangeras av NCAA och 64 universitetslag i USA deltog. Wisconsin Badgers vann titeln för första gången genom att besegra Nebraska Cornhuskers i finalen.. Anna Smrek utsågs till mest värdefulla spelare.

## Deltagande lag
| Rankade lag | Orankade lag | Orankade lag | Orankade lag |
| --- | --- | --- | --- |
| 1. Louisville Cardinals 2. Texas Longhorns 3. Pittsburgh Panthers 4. Wisconsin Badgers 5. Baylor Bears 6. Purdue Boilermakers 7. Kentucky Wildcats 8. Georgia Tech Yellow Jackets 9. Ohio State Buckeys 10. Nebraska Cornhuskers 11. BYU Cougars 12. Minnesota Golden Gophers 13. UCLA Bruins 14. Creighton Bluejays 15. Washington Huskies 16. Florida Gators | - Ball State Cardinals - Boise State Broncos - Brown Bears - Campbell Fighting Camels - UCF Knights - Colgate Raiders - Dayton Flyers - Fairfield Stags - Florida A&M Rattlers and Lady Rattlers - Florida Gulf Coast Eagles - Florida State Seminoles - Hawaii Rainbow Wahine - Howard Bison - Illinois Fighting Illini - UIC Flames - Illinois State Redbirds | - Iowa State Cyclones - Kansas Jayhawks - Kansas State Wildcats - Marquette Golden Eagles - UMBC Retrievers - Miami Hurricanes - Michigan Wolverines - Ole Miss Rebels - Mississippi State Bulldogs - North Carolina Tarheels - Northern Colorado Bears - Oregon Ducks - Penn State Nittany Lions - Pepperdine Waves - Rice Owls - Sacred Heart Pioneers | - San Diego Toreros - South Alabama Jaguars - South Carolina Gamecocks - South Dakota Coyotes - Southeast Missouri State Redhawks - Stanford Cardinals - Tennessee Volunteers - Texas A&M–Corpus Christi Islanders - Texas Tech Red Raiders - The Citadel Bulldogs - Towson Tigers - Utah Utes - Utah Valley Wolverines - Washington State Cougars - West Virginia Mountaineers - Western Kentucky Hilltoppers |

## Kvalificering
Följande lag kvalificerade sig genom att vinna olika konferenser. 
| Conference      | Team                                          | Conference Record |
| --------------- | --------------------------------------------- | ----------------- |
| ACC             | Louisville Cardinals                          | 18–0              |
| America East    | UMBC Retrievers                               | 12–0              |
| American        | UCF Knights                                   | 19–1              |
| Atlantic 10     | Dayton Flyers                                 | 16–0              |
| Atlantic Sun    | Florida Gulf Coast Eagles                     | 15–1              |
| Big 12          | Texas Longhorns                               | 15–1              |
| Big East        | Creighton Bluejays                            | 16–2              |
| Big Sky         | Northern Colorado Bears                       | 13–3              |
| Big South       | Campbell Fighting Camels and Lady Camels      | 14–2              |
| Big Ten         | Wisconsin Badgers                             | 17–3              |
| Big West        | Hawaii Rainbow Wahine                         | 18–2              |
| Colonial        | Towson Tigers                                 | 12–4              |
| C-USA           | Western Kentucky Hilltoppers and Lady Toppers | 12–0              |
| Horizon         | UIC Flames                                    | 13–3              |
| Ivy             | Brown Bears                                   | 13–1              |
| MAAC            | Fairfield Stags                               | 16–2              |
| MAC             | Ball State Cardinals                          | 17–1              |
| MEAC            | Howard Bison                                  | 12–2              |
| Missouri Valley | Illinois State Redbirds                       | 13–5              |
| Mountain West   | Boise State Broncos                           | 10–8              |
| Northeast       | Sacred Heart Pioneers                         | 11–3              |
| Ohio Valley     | Southeast Missouri State Redhawks             | 14–4              |
| Pac-12          | Washington Huskies                            | 17–3              |
| Patriot         | Colgate Raiders                               | 13–3              |
| SEC             | Kentucky Wildcats                             | 17–1              |
| Southern        | The Citadel Bulldogs                          | 7–9               |
| Southland       | Texas A&M-Corpus Christi Islanders            | 13–1              |
| SWAC            | Florida A&M Rattlers and Lady Rattlers        | 14–2              |
| Summit          | South Dakota Coyotes                          | 15–3              |
| Sun Belt        | South Alabama Jaguars                         | 15–1              |
| West Coast      | BYU Cougars                                   | 18–0              |
| WAC             | Utah Valley Wolverines                        | 8–6               |

## Turneringen

### Louisville Regional
|  | Första omgången | Första omgången                        | Första omgången |                             |                              | Andra omgången       | Andra omgången | Andra omgången |  |  | Sweet Sixteen | Sweet Sixteen | Sweet Sixteen |  |  | Elite Eight | Elite Eight | Elite Eight |  |
|  |                 |                                        |                 |                             |                              |                      |                |                |  |  |               |               |               |  |  |             |             |             |  |
|  | 1               | Louisville Cardinals                   | 3               |                             |                              |                      |                |                |  |  |               |               |               |  |  |             |             |             |  |
|  | 1               | Louisville Cardinals                   | 3               |                             |                              |                      |                |                |  |  |               |               |               |  |  |             |             |             |  |
|  |                 | UIC Flames                             | 0               |                             |                              |                      |                |                |  |  |               |               |               |  |  |             |             |             |  |
|  |                 | UIC Flames                             | 0               | 1                           | Louisville Cardinals         | 3                    |                |                |  |  |               |               |               |  |  |             |             |             |  |
|  |                 |                                        |                 | 1                           | Louisville Cardinals         | 3                    |                |                |  |  |               |               |               |  |  |             |             |             |  |
|  |                 |                                        |                 | Ball State Cardinals        | 0                            |                      |                |                |  |  |               |               |               |  |  |             |             |             |  |
|  |                 | Ball State Cardinals                   | 3               | Ball State Cardinals        | 0                            |                      |                |                |  |  |               |               |               |  |  |             |             |             |  |
|  |                 |                                        |                 |                             |                              |                      |                |                |  |  |               |               |               |  |  |             |             |             |  |
|  |                 | Michigan Wolverines                    | 2               |                             |                              |                      |                |                |  |  |               |               |               |  |  |             |             |             |  |
|  |                 | Michigan Wolverines                    | 2               | 1                           | Louisville Cardinals         | 3                    |                |                |  |  |               |               |               |  |  |             |             |             |  |
|  |                 |                                        |                 |                             |                              |                      |                |                |  |  |               |               |               |  |  |             |             |             |  |
|  |                 |                                        | 16              | Florida Gators              | 0                            |                      |                |                |  |  |               |               |               |  |  |             |             |             |  |
|  |                 | South Alabama Jaguars                  | 16              | Florida Gators              | 0                            | 1                    |                |                |  |  |               |               |               |  |  |             |             |             |  |
|  |                 |                                        |                 |                             |                              | 1                    |                |                |  |  |               |               |               |  |  |             |             |             |  |
|  |                 | Miami Hurricanes                       | 3               |                             |                              |                      |                |                |  |  |               |               |               |  |  |             |             |             |  |
|  |                 | Miami Hurricanes                       | 3               |                             | Miami Hurricanes             | 0                    |                |                |  |  |               |               |               |  |  |             |             |             |  |
|  |                 |                                        |                 |                             | Miami Hurricanes             | 0                    |                |                |  |  |               |               |               |  |  |             |             |             |  |
|  |                 |                                        | 16              | Florida Gators              | 3                            |                      |                |                |  |  |               |               |               |  |  |             |             |             |  |
|  |                 | Florida A&M Rattlers and Lady Rattlers | 16              | Florida Gators              | 3                            | 0                    |                |                |  |  |               |               |               |  |  |             |             |             |  |
|  |                 |                                        |                 |                             |                              | 0                    |                |                |  |  |               |               |               |  |  |             |             |             |  |
|  | 16              | Florida Gators                         | 3               |                             |                              |                      |                |                |  |  |               |               |               |  |  |             |             |             |  |
|  | 16              | Florida Gators                         | 3               |                             | 1                            | Louisville Cardinals | 3              |                |  |  |               |               |               |  |  |             |             |             |  |
|  |                 |                                        |                 |                             |                              |                      |                |                |  |  |               |               |               |  |  |             |             |             |  |
|  |                 |                                        | 8               | Georgia Tech Yellow Jackets | 1                            |                      |                |                |  |  |               |               |               |  |  |             |             |             |  |
|  | 9               | Ohio State Buckeys                     | 8               | Georgia Tech Yellow Jackets | 1                            | 3                    |                |                |  |  |               |               |               |  |  |             |             |             |  |
|  | 9               | Ohio State Buckeys                     |                 |                             |                              |                      |                |                |  |  |               |               |               |  |  |             |             |             |  |
|  |                 | Howard Bison                           | 0               |                             |                              |                      |                |                |  |  |               |               |               |  |  |             |             |             |  |
|  |                 | Howard Bison                           | 0               | 9                           | Ohio State Buckeys           | 3                    |                |                |  |  |               |               |               |  |  |             |             |             |  |
|  |                 |                                        |                 | 9                           | Ohio State Buckeys           | 3                    |                |                |  |  |               |               |               |  |  |             |             |             |  |
|  |                 |                                        |                 | Tennessee Volunteers        | 1                            |                      |                |                |  |  |               |               |               |  |  |             |             |             |  |
|  |                 | North Carolina Tarheels                | 1               | Tennessee Volunteers        | 1                            |                      |                |                |  |  |               |               |               |  |  |             |             |             |  |
|  |                 |                                        |                 |                             |                              |                      |                |                |  |  |               |               |               |  |  |             |             |             |  |
|  |                 | Tennessee Volunteers                   | 3               |                             |                              |                      |                |                |  |  |               |               |               |  |  |             |             |             |  |
|  |                 | Tennessee Volunteers                   | 3               | 9                           | Ohio State Buckeys           | 0                    |                |                |  |  |               |               |               |  |  |             |             |             |  |
|  |                 |                                        |                 |                             |                              |                      |                |                |  |  |               |               |               |  |  |             |             |             |  |
|  |                 |                                        | 8               | Georgia Tech Yellow Jackets | 3                            |                      |                |                |  |  |               |               |               |  |  |             |             |             |  |
|  |                 | South Carolina Gamecocks               | 8               | Georgia Tech Yellow Jackets | 3                            | 0                    |                |                |  |  |               |               |               |  |  |             |             |             |  |
|  |                 |                                        |                 |                             |                              | 0                    |                |                |  |  |               |               |               |  |  |             |             |             |  |
|  |                 | Western Kentucky Hilltoppers           | 3               |                             |                              |                      |                |                |  |  |               |               |               |  |  |             |             |             |  |
|  |                 | Western Kentucky Hilltoppers           | 3               |                             | Western Kentucky Hilltoppers | 0                    |                |                |  |  |               |               |               |  |  |             |             |             |  |
|  |                 |                                        |                 |                             | Western Kentucky Hilltoppers | 0                    |                |                |  |  |               |               |               |  |  |             |             |             |  |
|  |                 |                                        | 8               | Georgia Tech Yellow Jackets | 3                            |                      |                |                |  |  |               |               |               |  |  |             |             |             |  |
|  |                 | The Citadel Bulldogs                   | 8               | Georgia Tech Yellow Jackets | 3                            | 0                    |                |                |  |  |               |               |               |  |  |             |             |             |  |
|  |                 |                                        |                 |                             |                              | 0                    |                |                |  |  |               |               |               |  |  |             |             |             |  |
|  | 8               | Georgia Tech Yellow Jackets            | 3               |                             |                              |                      |                |                |  |  |               |               |               |  |  |             |             |             |  |

#### Första omgången
| 3 december 2021 Cardinal Arena, Louisville Speltid: 1:30 - Åskådare: 993      | Louisville Cardinals        | 3 - 0 | UIC Flames                             | 25-11, 25-20, 25-11              |
| 3 december 2021 Cardinal Arena, Louisville Speltid: 2:34 - Åskådare: 0        | Ball State Cardinals        | 3 - 2 | Michigan Wolverines                    | 25-17, 22-25, 25-18, 25-27, 15-8 |
| 2 december 2021 O'Connell Center, Gainesville Speltid: 2:20 - Åskådare: 422   | South Alabama Jaguars       | 1 - 3 | Miami Hurricanes                       | 25-23, 20-25, 27-29, 19-25       |
| 2 december 2021 O'Connell Center, Gainesville Speltid: 1:05 - Åskådare: 2 057 | Florida Gators              | 3 - 0 | Florida A&M Rattlers and Lady Rattlers | 25-11, 25-14, 25-8               |
| 3 december 2021 Covelli Center, Columbus Speltid: 1:06 - Åskådare: 2 787      | Ohio State Buckeys          | 3 - 0 | Howard Bison                           | 25-12, 25-7, 25-10               |
| 3 december 2021 Covelli Center, Columbus Speltid: 2:05 - Åskådare: 0          | North Carolina Tarheels     | 1 - 3 | Tennessee Volunteers                   | 20-25, 19-25, 26-24, 15-25       |
| 2 december 2021 O'Keefe Gymansium, Atlanta Speltid: 1:29 - Åskådare: 1 200    | South Carolina Gamecocks    | 0 - 3 | Western Kentucky Hilltoppers           | 20-25, 13-25, 19-25              |
| 2 december 2021 O'Keefe Gymansium, Atlanta Speltid: 1:39 - Åskådare: 1 200    | Georgia Tech Yellow Jackets | 3 - 0 | The Citadel Bulldogs                   | 25-21, 25-15, 28-26              |

#### Andra omgången
| 4 december 2021 Cardinal Arena, Louisville Speltid: 1:46 - Åskådare: 1 055    | Louisville Cardinals        | 3 - 0 | Ball State Cardinals         | 29-27, 25-11, 25-19        |
| 3 december 2021 O'Connell Center, Gainesville Speltid: 1:27 - Åskådare: 2 311 | Florida Gators              | 3 - 0 | Miami Hurricanes             | 25-15, 25-20, 25-16        |
| 4 december 2021 Covelli Center, Columbus Speltid: h:? - Åskådare: 2 868       | Ohio State Buckeys          | 3 - 1 | Tennessee Volunteers         | 25-18, 14-25, 25-21, 25-21 |
| 3 december 2021 O'Keefe Gymansium, Atlanta Speltid: 1:42 - Åskådare: 1 200    | Georgia Tech Yellow Jackets | 3 - 0 | Western Kentucky Hilltoppers | 25-21, 25-18, 25-23        |

#### Semifinaler
| 9 december 2021 Freedom Hall, Louisville Speltid: 1:41 - Åskådare: 3 089 | Louisville Cardinals        | 3 - 0 | Florida Gators     | 25-16, 25-22, 25-12 |
| 9 december 2021 Freedom Hall, Louisville Speltid: 1:50 - Åskådare: 3 089 | Georgia Tech Yellow Jackets | 3 - 0 | Ohio State Buckeys | 25-22, 26-24, 25-21 |

#### Final
| 11 december 2021 Freedom Hall, Louisville Speltid: 2:23 - Åskådare: 5 917 | Louisville Cardinals | 3 - 1 | Georgia Tech Yellow Jackets | 25-18, 21-25, 25-21, 25-20 |

#### Individuella utmärkelser
| Utmärkelse              | Spelare           | Lag                         |
| ----------------------- | ----------------- | --------------------------- |
| Mest värdefulla spelare | Victoria Dilfer   | Louisville Cardinals        |
| All-Tournament Team     | Anna DeBeer       | Louisville Cardinals        |
| All-Tournament Team     | Anna Stevenson    | Louisville Cardinals        |
| All-Tournament Team     | Claire Chaussee   | Louisville Cardinals        |
| All-Tournament Team     | Mariana Brambilla | Georgia Tech Yellow Jackets |
| All-Tournament Team     | Matti McKissock   | Georgia Tech Yellow Jackets |
| All-Tournament Team     | Bianca Bertolino  | Georgia Tech Yellow Jackets |

### Madison Regional
|  | Första omgången | Första omgången                    | Första omgången |                          |                           | Andra omgången           | Andra omgången | Andra omgången |  |  | Sweet Sixteen | Sweet Sixteen | Sweet Sixteen |  |  | Elite Eight | Elite Eight | Elite Eight |  |
|  |                 |                                    |                 |                          |                           |                          |                |                |  |  |               |               |               |  |  |             |             |             |  |
|  | 5               | Baylor Bears                       | 3               |                          |                           |                          |                |                |  |  |               |               |               |  |  |             |             |             |  |
|  | 5               | Baylor Bears                       | 3               |                          |                           |                          |                |                |  |  |               |               |               |  |  |             |             |             |  |
|  |                 | Texas A&M–Corpus Christi Islanders | 0               |                          |                           |                          |                |                |  |  |               |               |               |  |  |             |             |             |  |
|  |                 | Texas A&M–Corpus Christi Islanders | 0               | 5                        | Baylor Bears              | 3                        |                |                |  |  |               |               |               |  |  |             |             |             |  |
|  |                 |                                    |                 | 5                        | Baylor Bears              | 3                        |                |                |  |  |               |               |               |  |  |             |             |             |  |
|  |                 |                                    |                 | Washington State Cougars | 0                         |                          |                |                |  |  |               |               |               |  |  |             |             |             |  |
|  |                 | Northern Colorado Bears            | 0               | Washington State Cougars | 0                         |                          |                |                |  |  |               |               |               |  |  |             |             |             |  |
|  |                 |                                    |                 |                          |                           |                          |                |                |  |  |               |               |               |  |  |             |             |             |  |
|  |                 | Washington State Cougars           | 3               |                          |                           |                          |                |                |  |  |               |               |               |  |  |             |             |             |  |
|  |                 | Washington State Cougars           | 3               | 5                        | Baylor Bears              | 2                        |                |                |  |  |               |               |               |  |  |             |             |             |  |
|  |                 |                                    |                 |                          |                           |                          |                |                |  |  |               |               |               |  |  |             |             |             |  |
|  |                 |                                    | 12              | Minnesota Golden Gophers | 3                         |                          |                |                |  |  |               |               |               |  |  |             |             |             |  |
|  |                 | Iowa State Cyclones                | 12              | Minnesota Golden Gophers | 3                         | 1                        |                |                |  |  |               |               |               |  |  |             |             |             |  |
|  |                 |                                    |                 |                          |                           | 1                        |                |                |  |  |               |               |               |  |  |             |             |             |  |
|  |                 | Stanford Cardinals                 | 3               |                          |                           |                          |                |                |  |  |               |               |               |  |  |             |             |             |  |
|  |                 | Stanford Cardinals                 | 3               |                          | Stanford Cardinals        | 0                        |                |                |  |  |               |               |               |  |  |             |             |             |  |
|  |                 |                                    |                 |                          | Stanford Cardinals        | 0                        |                |                |  |  |               |               |               |  |  |             |             |             |  |
|  |                 |                                    | 12              | Minnesota Golden Gophers | 3                         |                          |                |                |  |  |               |               |               |  |  |             |             |             |  |
|  |                 | South Dakota Coyotes               | 12              | Minnesota Golden Gophers | 3                         | 0                        |                |                |  |  |               |               |               |  |  |             |             |             |  |
|  |                 |                                    |                 |                          |                           | 0                        |                |                |  |  |               |               |               |  |  |             |             |             |  |
|  | 12              | Minnesota Golden Gophers           | 3               |                          |                           |                          |                |                |  |  |               |               |               |  |  |             |             |             |  |
|  | 12              | Minnesota Golden Gophers           | 3               |                          | 12                        | Minnesota Golden Gophers | 0              |                |  |  |               |               |               |  |  |             |             |             |  |
|  |                 |                                    |                 |                          |                           |                          |                |                |  |  |               |               |               |  |  |             |             |             |  |
|  |                 |                                    | 4               | Wisconsin Badgers        | 3                         |                          |                |                |  |  |               |               |               |  |  |             |             |             |  |
|  | 13              | UCLA Bruins                        | 4               | Wisconsin Badgers        | 3                         | 3                        |                |                |  |  |               |               |               |  |  |             |             |             |  |
|  | 13              | UCLA Bruins                        |                 |                          |                           |                          |                |                |  |  |               |               |               |  |  |             |             |             |  |
|  |                 | Fairfield Stags                    | 0               |                          |                           |                          |                |                |  |  |               |               |               |  |  |             |             |             |  |
|  |                 | Fairfield Stags                    | 0               | 13                       | UCLA Bruins               | 3                        |                |                |  |  |               |               |               |  |  |             |             |             |  |
|  |                 |                                    |                 | 13                       | UCLA Bruins               | 3                        |                |                |  |  |               |               |               |  |  |             |             |             |  |
|  |                 |                                    |                 | UCF Knights              | 2                         |                          |                |                |  |  |               |               |               |  |  |             |             |             |  |
|  |                 | Pepperdine Waves                   | 1               | UCF Knights              | 2                         |                          |                |                |  |  |               |               |               |  |  |             |             |             |  |
|  |                 |                                    |                 |                          |                           |                          |                |                |  |  |               |               |               |  |  |             |             |             |  |
|  |                 | UCF Knights                        | 3               |                          |                           |                          |                |                |  |  |               |               |               |  |  |             |             |             |  |
|  |                 | UCF Knights                        | 3               | 13                       | UCLA Bruins               | 0                        |                |                |  |  |               |               |               |  |  |             |             |             |  |
|  |                 |                                    |                 |                          |                           |                          |                |                |  |  |               |               |               |  |  |             |             |             |  |
|  |                 |                                    | 4               | Wisconsin Badgers        | 3                         |                          |                |                |  |  |               |               |               |  |  |             |             |             |  |
|  |                 | Florida Gulf Coast Eagles          | 4               | Wisconsin Badgers        | 3                         | 3                        |                |                |  |  |               |               |               |  |  |             |             |             |  |
|  |                 |                                    |                 |                          |                           | 3                        |                |                |  |  |               |               |               |  |  |             |             |             |  |
|  |                 | Texas Tech Red Raiders             | 2               |                          |                           |                          |                |                |  |  |               |               |               |  |  |             |             |             |  |
|  |                 | Texas Tech Red Raiders             | 2               |                          | Florida Gulf Coast Eagles | 0                        |                |                |  |  |               |               |               |  |  |             |             |             |  |
|  |                 |                                    |                 |                          | Florida Gulf Coast Eagles | 0                        |                |                |  |  |               |               |               |  |  |             |             |             |  |
|  |                 |                                    | 4               | Wisconsin Badgers        | 3                         |                          |                |                |  |  |               |               |               |  |  |             |             |             |  |
|  |                 | Colgate Raiders                    | 4               | Wisconsin Badgers        | 3                         | 0                        |                |                |  |  |               |               |               |  |  |             |             |             |  |
|  |                 |                                    |                 |                          |                           | 0                        |                |                |  |  |               |               |               |  |  |             |             |             |  |
|  | 4               | Wisconsin Badgers                  | 3               |                          |                           |                          |                |                |  |  |               |               |               |  |  |             |             |             |  |

#### Första omgången
| 2 december 2021 Ferrell Center, Waco Speltid: 1:27 - Åskådare: 1 004           | Baylor Bears              | 3 - 0 | Texas A&M–Corpus Christi Islanders | 25-22, 25-12, 26-24              |
| 2 december 2021 Ferrell Center, Waco Speltid: 1:26 - Åskådare: 603             | Washington State Cougars  | 3 - 0 | Northern Colorado Bears            | 25-17, 25-15, 25-20              |
| 3 december 2021 Williams Arena, Minneapolis Speltid: 2:05 - Åskådare: 0        | Iowa State Cyclones       | 1 - 3 | Stanford Cardinals                 | 19-25, 25-23, 18-25, 17-25       |
| 3 december 2021 Williams Arena, Minneapolis Speltid: 1:30 - Åskådare: 4 280    | Minnesota Golden Gophers  | 3 - 0 | South Dakota Coyotes               | 25-19, 25-22, 25-17              |
| 2 december 2021 Pauley Pavilion, Los Angeles Speltid: 1:37 - Åskådare: 1 375   | UCLA Bruins               | 3 - 0 | Fairfield Stags                    | 29-27, 25-23, 26-24              |
| 2 december 2021 Pauley Pavilion, Los Angeles Speltid: 2:05 - Åskådare: 518     | UCF Knights               | 3 - 0 | Pepperdine Waves                   | 25-19, 25-23, 24-26, 25-21       |
| 3 december 2021 Wisconsin Field House, Madison Speltid: 2:06 - Åskådare: 0     | Florida Gulf Coast Eagles | 3 - 2 | Texas Tech Red Raiders             | 14-25, 16-25, 25-23, 25-15, 15-7 |
| 3 december 2021 Wisconsin Field House, Madison Speltid: 1:07 - Åskådare: 7 540 | Wisconsin Badgers         | 3 - 0 | Colgate Raiders                    | 25-12, 25-15, 25-14              |

#### Andra omgången
| 3 december 2021 Ferrell Center, Waco Speltid: 1:35 - Åskådare: 1 078         | Baylor Bears             | 3 - 0 | Washington State Cougars  | 27-25, 25-21, 25-20              |
| 4 december 2021 Williams Arena, Minneapolis Speltid: 1:27 - Åskådare: 4 448  | Minnesota Golden Gophers | 3 - 0 | Stanford Cardinals        | 25-20, 25-18, 25-17              |
| 4 december 2021 Pauley Pavilion, Los Angeles Speltid: 2:14 - Åskådare: 1 143 | UCLA Bruins              | 3 - 2 | UCF Knights               | 25-27, 25-13, 19-25, 25-22, 15-7 |
| 4 december 2021 Wisconsin Field House, Madison Speltid: 1:14 - Åskådare: 0   | Wisconsin Badgers        | 3 - 0 | Florida Gulf Coast Eagles | 25-17, 25-20, 25-15              |

#### Semifinaler
| 9 december 2021 Wisconsin Field House, Madison Speltid: 2:32 - Åskådare: ?     | Baylor Bears      | 2 - 3 | Minnesota Golden Gophers | 28-26, 22-25, 25-20, 23-25, 10-15 |
| 9 december 2021 Wisconsin Field House, Madison Speltid: 1:36 - Åskådare: 6 851 | Wisconsin Badgers | 3 - 0 | UCLA Bruins              | 25-16, 25-18, 25-17               |

#### Final
| 11 december 2021 Wisconsin Field House, Madison Speltid: 1:43 - Åskådare: 7 540 | Wisconsin Badgers | 3 - 0 | Minnesota Golden Gophers | 25-18, 26-24, 25-22 |

#### Individuella utmärkelser
| Utmärkelse              | Spelare           | Lag                      |
| ----------------------- | ----------------- | ------------------------ |
| Mest värdefulla spelare | Sydney Hilley     | Wisconsin Badgers        |
| All-Tournament Team     | Dana Rettke       | Wisconsin Badgers        |
| All-Tournament Team     | Devyn Robinson    | Wisconsin Badgers        |
| All-Tournament Team     | Stephanie Samedy  | Minnesota Golden Gophers |
| All-Tournament Team     | Airi Miyabe       | Minnesota Golden Gophers |
| All-Tournament Team     | MacKenzie May     | UCLA Bruins              |
| All-Tournament Team     | Yossiana Pressley | Baylor Bears             |

### Pittsburgh Regional
|  | Första omgången | Första omgången          | Första omgången |                          |                     | Andra omgången      | Andra omgången | Andra omgången |  |  | Sweet Sixteen | Sweet Sixteen | Sweet Sixteen |  |  | Elite Eight | Elite Eight | Elite Eight |  |
|  |                 |                          |                 |                          |                     |                     |                |                |  |  |               |               |               |  |  |             |             |             |  |
|  | 3               | Pittsburgh Panthers      | 3               |                          |                     |                     |                |                |  |  |               |               |               |  |  |             |             |             |  |
|  | 3               | Pittsburgh Panthers      | 3               |                          |                     |                     |                |                |  |  |               |               |               |  |  |             |             |             |  |
|  |                 | UMBC Retrievers          | 0               |                          |                     |                     |                |                |  |  |               |               |               |  |  |             |             |             |  |
|  |                 | UMBC Retrievers          | 0               | 3                        | Pittsburgh Panthers | 3                   |                |                |  |  |               |               |               |  |  |             |             |             |  |
|  |                 |                          |                 | 3                        | Pittsburgh Panthers | 3                   |                |                |  |  |               |               |               |  |  |             |             |             |  |
|  |                 |                          |                 | Penn State Nittany Lions | 1                   |                     |                |                |  |  |               |               |               |  |  |             |             |             |  |
|  |                 | Towson Tigers            | 1               | Penn State Nittany Lions | 1                   |                     |                |                |  |  |               |               |               |  |  |             |             |             |  |
|  |                 |                          |                 |                          |                     |                     |                |                |  |  |               |               |               |  |  |             |             |             |  |
|  |                 | Penn State Nittany Lions | 3               |                          |                     |                     |                |                |  |  |               |               |               |  |  |             |             |             |  |
|  |                 | Penn State Nittany Lions | 3               | 3                        | Pittsburgh Panthers | 3                   |                |                |  |  |               |               |               |  |  |             |             |             |  |
|  |                 |                          |                 |                          |                     |                     |                |                |  |  |               |               |               |  |  |             |             |             |  |
|  |                 |                          |                 | Kansas Jayhawks          | 0                   |                     |                |                |  |  |               |               |               |  |  |             |             |             |  |
|  |                 | Oregon Ducks             | 0               | Kansas Jayhawks          | 0                   |                     |                |                |  |  |               |               |               |  |  |             |             |             |  |
|  |                 |                          |                 |                          |                     |                     |                |                |  |  |               |               |               |  |  |             |             |             |  |
|  |                 | Kansas Jayhawks          | 3               |                          |                     |                     |                |                |  |  |               |               |               |  |  |             |             |             |  |
|  |                 | Kansas Jayhawks          | 3               |                          | Kansas Jayhawks     | 3                   |                |                |  |  |               |               |               |  |  |             |             |             |  |
|  |                 |                          |                 |                          | Kansas Jayhawks     | 3                   |                |                |  |  |               |               |               |  |  |             |             |             |  |
|  |                 |                          | 14              | Creighton Bluejays       | 1                   |                     |                |                |  |  |               |               |               |  |  |             |             |             |  |
|  |                 | Ole Miss Rebels          | 14              | Creighton Bluejays       | 1                   | 0                   |                |                |  |  |               |               |               |  |  |             |             |             |  |
|  |                 |                          |                 |                          |                     | 0                   |                |                |  |  |               |               |               |  |  |             |             |             |  |
|  | 14              | Creighton Bluejays       | 3               |                          |                     |                     |                |                |  |  |               |               |               |  |  |             |             |             |  |
|  | 14              | Creighton Bluejays       | 3               |                          | 3                   | Pittsburgh Panthers | 3              |                |  |  |               |               |               |  |  |             |             |             |  |
|  |                 |                          |                 |                          |                     |                     |                |                |  |  |               |               |               |  |  |             |             |             |  |
|  |                 |                          | 6               | Purdue Boilermakers      | 1                   |                     |                |                |  |  |               |               |               |  |  |             |             |             |  |
|  | 11              | BYU Cougars              | 6               | Purdue Boilermakers      | 1                   | 3                   |                |                |  |  |               |               |               |  |  |             |             |             |  |
|  | 11              | BYU Cougars              |                 |                          |                     |                     |                |                |  |  |               |               |               |  |  |             |             |             |  |
|  |                 | Boise State Broncos      | 0               |                          |                     |                     |                |                |  |  |               |               |               |  |  |             |             |             |  |
|  |                 | Boise State Broncos      | 0               | 11                       | BYU Cougars         | 3                   |                |                |  |  |               |               |               |  |  |             |             |             |  |
|  |                 |                          |                 | 11                       | BYU Cougars         | 3                   |                |                |  |  |               |               |               |  |  |             |             |             |  |
|  |                 |                          |                 | Utah Utes                | 1                   |                     |                |                |  |  |               |               |               |  |  |             |             |             |  |
|  |                 | Utah Valley Wolverines   | 1               | Utah Utes                | 1                   |                     |                |                |  |  |               |               |               |  |  |             |             |             |  |
|  |                 |                          |                 |                          |                     |                     |                |                |  |  |               |               |               |  |  |             |             |             |  |
|  |                 | Utah Utes                | 3               |                          |                     |                     |                |                |  |  |               |               |               |  |  |             |             |             |  |
|  |                 | Utah Utes                | 3               | 11                       | BYU Cougars         | 2                   |                |                |  |  |               |               |               |  |  |             |             |             |  |
|  |                 |                          |                 |                          |                     |                     |                |                |  |  |               |               |               |  |  |             |             |             |  |
|  |                 |                          | 6               | Purdue Boilermakers      | 3                   |                     |                |                |  |  |               |               |               |  |  |             |             |             |  |
|  |                 | Dayton Flyers            | 6               | Purdue Boilermakers      | 3                   | 3                   |                |                |  |  |               |               |               |  |  |             |             |             |  |
|  |                 |                          |                 |                          |                     | 3                   |                |                |  |  |               |               |               |  |  |             |             |             |  |
|  |                 | Marquette Golden Eagles  | 1               |                          |                     |                     |                |                |  |  |               |               |               |  |  |             |             |             |  |
|  |                 | Marquette Golden Eagles  | 1               |                          | Dayton Flyers       | 2                   |                |                |  |  |               |               |               |  |  |             |             |             |  |
|  |                 |                          |                 |                          | Dayton Flyers       | 2                   |                |                |  |  |               |               |               |  |  |             |             |             |  |
|  |                 |                          | 6               | Purdue Boilermakers      | 3                   |                     |                |                |  |  |               |               |               |  |  |             |             |             |  |
|  |                 | Illinois State Redbirds  | 6               | Purdue Boilermakers      | 3                   | 0                   |                |                |  |  |               |               |               |  |  |             |             |             |  |
|  |                 |                          |                 |                          |                     | 0                   |                |                |  |  |               |               |               |  |  |             |             |             |  |
|  | 6               | Purdue Boilermakers      | 3               |                          |                     |                     |                |                |  |  |               |               |               |  |  |             |             |             |  |

#### Första omgången
| 3 december 2021 Petersen Events Center, Pittsburgh Speltid: 1:37 - Åskådare: 2 344 | Pittsburgh Panthers      | 3 - 0 | UMBC Retrievers         | 25-23, 25-13, 25-18        |
| 3 december 2021 Petersen Events Center, Pittsburgh Speltid: 2:10 - Åskådare: 2 203 | Penn State Nittany Lions | 3 - 1 | Towson Tigers           | 25-11, 25-27, 25-20, 25-21 |
| 2 december 2021 D. J. Sokol Arena, Omaha Speltid: 1:33 - Åskådare: 0               | Oregon Ducks             | 0 - 3 | Kansas Jayhawks         | 21-25, 21-25, 22-25        |
| 2 december 2021 D. J. Sokol Arena, Omaha Speltid: 1:31 - Åskådare: 2 351           | Creighton Bluejays       | 3 - 0 | Ole Miss Rebels         | 25-21, 25-15, 25-13        |
| 3 december 2021 Smith Fieldhouse, Provo Speltid: 1:07 - Åskådare: 5 340            | BYU Cougars              | 3 - 0 | Boise State Broncos     | 25-6, 25-19, 25-10         |
| 3 december 2021 Smith Fieldhouse, Provo Speltid: 1:41 - Åskådare: 1 100            | Utah Utes                | 3 - 1 | Utah Valley Wolverines  | 25-16, 22-25, 25-19, 25-11 |
| 2 december 2021 Holloway Gymnasium, West Lafayette Speltid: 2:07 - Åskådare: 2 415 | Dayton Flyers            | 3 - 1 | Marquette Golden Eagles | 25-20, 25-21, 24-26, 25-23 |
| 2 december 2021 Holloway Gymnasium, West Lafayette Speltid: 1:16 - Åskådare: 2 415 | Purdue Boilermakers      | 3 - 0 | Illinois State Redbirds | 25-21, 25-17, 25-11        |

#### Andra omgången
| 4 december 2021 Petersen Events Center, Pittsburgh Speltid: 2:21 - Åskådare: 2 593 | Pittsburgh Panthers | 3 - 1 | Penn State Nittany Lions | 25-22, 23-25, 25-22, 25-23      |
| 3 december 2021 D. J. Sokol Arena, Omaha Speltid: 2:17 - Åskådare: 2 389           | Creighton Bluejays  | 1 - 3 | Kansas Jayhawks          | 13-25, 24-26, 25-19, 22-25      |
| 4 december 2021 Smith Fieldhouse, Provo Speltid: 2:01 - Åskådare: 4 729            | BYU Cougars         | 3 - 1 | Utah Utes                | 17-25, 25-22, 25-23, 25-23      |
| 3 december 2021 Holloway Gymnasium, West Lafayette Speltid: 2:12 - Åskådare: 2 415 | Purdue Boilermakers | 3 - 2 | Dayton Flyers            | 25-27, 19-25, 25-15, 25-6, 15-5 |

#### Semifinaler
| 9 december 2021 Fitzgerald Field House, Pittsburgh Speltid: 1:37 - Åskådare: 1 644 | Pittsburgh Panthers | 3 - 0 | Kansas Jayhawks | 25-19, 25-21, 25-18               |
| 9 december 2021 Fitzgerald Field House, Pittsburgh Speltid: 2:19 - Åskådare: 1 479 | Purdue Boilermakers | 3 - 2 | BYU Cougars     | 25-12, 16-25, 21-25, 25-13, 18-16 |

#### Final
| 11 december 2021 Fitzgerald Field House, Pittsburgh Speltid: 2:22 - Åskådare: 3 052 | Pittsburgh Panthers | 3 - 1 | Purdue Boilermakers | 25-20, 28-30, 25-20, 25-15 |

#### Individuella utmärkelser
| Utmärkelse              | Spelare              | Lag                 |
| ----------------------- | -------------------- | ------------------- |
| Mest värdefulla spelare | Leketor Member-Meneh | Pittsburgh Panthers |
| All-Tournament Team     | Serena Gray          | Pittsburgh Panthers |
| All-Tournament Team     | Rachel Fairbanks     | Pittsburgh Panthers |
| All-Tournament Team     | Chinaza Ndee         | Pittsburgh Panthers |
| All-Tournament Team     | Caitlyn Newton       | Purdue Boilermakers |
| All-Tournament Team     | Hayley Bush          | Purdue Boilermakers |
| All-Tournament Team     | Kenzie Koerber       | BYU Cougars         |
| All-Tournament Team     | Caroline Bien        | Kansas Jayhawks     |

### Austin Regional
|  | Första omgången | Första omgången                   | Första omgången |                          |                          | Andra omgången       | Andra omgången | Andra omgången |  |  | Sweet Sixteen | Sweet Sixteen | Sweet Sixteen |  |  | Elite Eight | Elite Eight | Elite Eight |  |
|  |                 |                                   |                 |                          |                          |                      |                |                |  |  |               |               |               |  |  |             |             |             |  |
|  | 7               | Kentucky Wildcats                 | 3               |                          |                          |                      |                |                |  |  |               |               |               |  |  |             |             |             |  |
|  | 7               | Kentucky Wildcats                 | 3               |                          |                          |                      |                |                |  |  |               |               |               |  |  |             |             |             |  |
|  |                 | Southeast Missouri State Redhawks | 0               |                          |                          |                      |                |                |  |  |               |               |               |  |  |             |             |             |  |
|  |                 | Southeast Missouri State Redhawks | 0               | 7                        | Kentucky Wildcats        | 1                    |                |                |  |  |               |               |               |  |  |             |             |             |  |
|  |                 |                                   |                 | 7                        | Kentucky Wildcats        | 1                    |                |                |  |  |               |               |               |  |  |             |             |             |  |
|  |                 |                                   |                 | Illinois Fighting Illini | 3                        |                      |                |                |  |  |               |               |               |  |  |             |             |             |  |
|  |                 | West Virginia Mountaineers        | 1               | Illinois Fighting Illini | 3                        |                      |                |                |  |  |               |               |               |  |  |             |             |             |  |
|  |                 |                                   |                 |                          |                          |                      |                |                |  |  |               |               |               |  |  |             |             |             |  |
|  |                 | Illinois Fighting Illini          | 3               |                          |                          |                      |                |                |  |  |               |               |               |  |  |             |             |             |  |
|  |                 | Illinois Fighting Illini          | 3               |                          | Illinois Fighting Illini | 0                    |                |                |  |  |               |               |               |  |  |             |             |             |  |
|  |                 |                                   |                 |                          |                          |                      |                |                |  |  |               |               |               |  |  |             |             |             |  |
|  |                 |                                   | 10              | Nebraska Cornhuskers     | 3                        |                      |                |                |  |  |               |               |               |  |  |             |             |             |  |
|  |                 | Kansas State Wildcats             | 10              | Nebraska Cornhuskers     | 3                        | 0                    |                |                |  |  |               |               |               |  |  |             |             |             |  |
|  |                 |                                   |                 |                          |                          | 0                    |                |                |  |  |               |               |               |  |  |             |             |             |  |
|  |                 | Florida State Seminoles           | 3               |                          |                          |                      |                |                |  |  |               |               |               |  |  |             |             |             |  |
|  |                 | Florida State Seminoles           | 3               |                          | Florida State Seminoles  | 0                    |                |                |  |  |               |               |               |  |  |             |             |             |  |
|  |                 |                                   |                 |                          | Florida State Seminoles  | 0                    |                |                |  |  |               |               |               |  |  |             |             |             |  |
|  |                 |                                   | 10              | Nebraska Cornhuskers     | 3                        |                      |                |                |  |  |               |               |               |  |  |             |             |             |  |
|  |                 | Campbell Fighting Camels          | 10              | Nebraska Cornhuskers     | 3                        | 0                    |                |                |  |  |               |               |               |  |  |             |             |             |  |
|  |                 |                                   |                 |                          |                          | 0                    |                |                |  |  |               |               |               |  |  |             |             |             |  |
|  | 10              | Nebraska Cornhuskers              | 3               |                          |                          |                      |                |                |  |  |               |               |               |  |  |             |             |             |  |
|  | 10              | Nebraska Cornhuskers              | 3               |                          | 10                       | Nebraska Cornhuskers | 3              |                |  |  |               |               |               |  |  |             |             |             |  |
|  |                 |                                   |                 |                          |                          |                      |                |                |  |  |               |               |               |  |  |             |             |             |  |
|  |                 |                                   | 2               | Texas Longhorns          | 1                        |                      |                |                |  |  |               |               |               |  |  |             |             |             |  |
|  | 15              | Washington Huskies                | 2               | Texas Longhorns          | 1                        | 3                    |                |                |  |  |               |               |               |  |  |             |             |             |  |
|  | 15              | Washington Huskies                |                 |                          |                          |                      |                |                |  |  |               |               |               |  |  |             |             |             |  |
|  |                 | Brown Bears                       | 0               |                          |                          |                      |                |                |  |  |               |               |               |  |  |             |             |             |  |
|  |                 | Brown Bears                       | 0               | 15                       | Washington Huskies       | 3                    |                |                |  |  |               |               |               |  |  |             |             |             |  |
|  |                 |                                   |                 | 15                       | Washington Huskies       | 3                    |                |                |  |  |               |               |               |  |  |             |             |             |  |
|  |                 |                                   |                 | Hawaii Rainbow Wahine    | 0                        |                      |                |                |  |  |               |               |               |  |  |             |             |             |  |
|  |                 | Hawaii Rainbow Wahine             | 3               | Hawaii Rainbow Wahine    | 0                        |                      |                |                |  |  |               |               |               |  |  |             |             |             |  |
|  |                 |                                   |                 |                          |                          |                      |                |                |  |  |               |               |               |  |  |             |             |             |  |
|  |                 | Mississippi State Bulldogs        | 2               |                          |                          |                      |                |                |  |  |               |               |               |  |  |             |             |             |  |
|  |                 | Mississippi State Bulldogs        | 2               | 15                       | Washington Huskies       | 2                    |                |                |  |  |               |               |               |  |  |             |             |             |  |
|  |                 |                                   |                 |                          |                          |                      |                |                |  |  |               |               |               |  |  |             |             |             |  |
|  |                 |                                   | 2               | Texas Longhorns          | 3                        |                      |                |                |  |  |               |               |               |  |  |             |             |             |  |
|  |                 | Rice Owls                         | 2               | Texas Longhorns          | 3                        | 3                    |                |                |  |  |               |               |               |  |  |             |             |             |  |
|  |                 |                                   |                 |                          |                          | 3                    |                |                |  |  |               |               |               |  |  |             |             |             |  |
|  |                 | San Diego Toreros                 | 0               |                          |                          |                      |                |                |  |  |               |               |               |  |  |             |             |             |  |
|  |                 | San Diego Toreros                 | 0               |                          | Rice Owls                | 0                    |                |                |  |  |               |               |               |  |  |             |             |             |  |
|  |                 |                                   |                 |                          | Rice Owls                | 0                    |                |                |  |  |               |               |               |  |  |             |             |             |  |
|  |                 |                                   | 2               | Texas Longhorns          | 3                        |                      |                |                |  |  |               |               |               |  |  |             |             |             |  |
|  |                 | Sacred Heart Pioneers             | 2               | Texas Longhorns          | 3                        | 0                    |                |                |  |  |               |               |               |  |  |             |             |             |  |
|  |                 |                                   |                 |                          |                          | 0                    |                |                |  |  |               |               |               |  |  |             |             |             |  |
|  | 2               | Texas Longhorns                   | 3               |                          |                          |                      |                |                |  |  |               |               |               |  |  |             |             |             |  |

#### Första omgången
| 3 december 2021 Memorial Coliseum, Lexington Speltid: 1:19 - Åskådare: 0          | Kentucky Wildcats          | 3 - 0 | Southeast Missouri State Redhawks | 25-15, 25-14, 25-19               |
| 3 december 2021 Memorial Coliseum, Lexington Speltid: 2:10 - Åskådare: 0          | West Virginia Mountaineers | 1 - 3 | Illinois Fighting Illini          | 25-23, 12-25, 22-25, 20-25        |
| 3 december 2021 Bob Devaney Sports Cente, Lincoln Speltid: 1:33 - Åskådare: 0     | Kansas State Wildcats      | 0 - 3 | Florida State Seminoles           | 20-25, 16-25, 17-25               |
| 3 december 2021 Bob Devaney Sports Cente, Lincoln Speltid: 1:31 - Åskådare: 7 884 | Nebraska Cornhuskers       | 3 - 0 | Campbell Fighting Camels          | 25-14, 25-14, 25-17               |
| 3 december 2021 Hec Edmundson Pavilion, Seattle Speltid: 1:17 - Åskådare: 2 973   | Washington Huskies         | 3 - 0 | Brown Bears                       | 25-15, 25-13, 25-20               |
| 3 december 2021 Hec Edmundson Pavilion, Seattle Speltid: 2:17 - Åskådare: 0       | Hawaii Rainbow Wahine      | 3 - 2 | Mississippi State Bulldogs        | 17-25, 25-14, 25-13, 21-25, 15-11 |
| 2 december 2021 Gregory Gymnasium, Austin Speltid: 1:37 - Åskådare: 0             | Rice Owls                  | 3 - 0 | San Diego Toreros                 | 25-20, 25-19, 25-20               |
| 2 december 2021 Gregory Gymnasium, Austin Speltid: 1:23 - Åskådare: 3 172         | Texas Longhorns            | 3 - 0 | Sacred Heart Pioneers             | 25-19, 25-17, 25-19               |

#### Andra omgången
| 4 december 2021 Memorial Coliseum, Lexington Speltid: 2:12 - Åskådare: 2 369      | Kentucky Wildcats    | 1 - 3 | Illinois Fighting Illini | 22-25, 25-20, 10-25, 21-25 |
| 4 december 2021 Bob Devaney Sports Cente, Lincoln Speltid: 1:46 - Åskådare: 7 955 | Nebraska Cornhuskers | 3 - 0 | Florida State Seminoles  | 25-20, 25-22, 25-17        |
| 4 december 2021 Hec Edmundson Pavilion, Seattle Speltid: 1:11 - Åskådare: 3 322   | Washington Huskies   | 3 - 0 | Hawaii Rainbow Wahine    | 25-16, 25-14, 25-13        |
| 3 december 2021 Gregory Gymnasium, Austin Speltid: 1:39 - Åskådare: 4 322         | Texas Longhorns      | 3 - 0 | Rice Owls                | 25-21, 25-23, 25-19        |

#### Semifinaler
| 9 december 2021 Gregory Gymnasium, Austin Speltid: 1:26 - Åskådare: 4 488 | Nebraska Cornhuskers | 3 - 0 | Illinois Fighting Illini | 25-12, 25-21, 25-17             |
| 9 december 2021 Gregory Gymnasium, Austin Speltid: 2:18 - Åskådare: 4 488 | Texas Longhorns      | 3 - 2 | Washington Huskies       | 19-25, 20-25, 25-22, 25-9, 15-9 |

#### Final
| 11 december 2021 Gregory Gymnasium, Austin Speltid: 2:26 - Åskådare: 5 080 | Texas Longhorns | 1 - 3 | Nebraska Cornhuskers | 19-25, 23-25, 25-23, 21-25 |

#### Individuella utmärkelser
| Utmärkelse              | Spelare           | Lag                  |
| ----------------------- | ----------------- | -------------------- |
| Mest värdefulla spelare | Nicklin Hames     | Nebraska Cornhuskers |
| All-Tournament Team     | Madison Kubik     | Nebraska Cornhuskers |
| All-Tournament Team     | Lindsay Krause    | Nebraska Cornhuskers |
| All-Tournament Team     | Brionne Butler    | Texas Longhorns      |
| All-Tournament Team     | Logan Eggleston   | Texas Longhorns      |
| All-Tournament Team     | Skylar Fields     | Texas Longhorns      |
| All-Tournament Team     | Samantha Drechsel | Washington Huskies   |

### Final Four
|  | Semifinaler          | Semifinaler |                      |                   | Final | Final |  |
|  |                      |             |                      |                   |       |       |  |
|  | Louisville Cardinals | 2           |                      |                   |       |       |  |
|  | Louisville Cardinals | 2           |                      |                   |       |       |  |
|  | Wisconsin Badgers    | 3           |                      |                   |       |       |  |
|  | Wisconsin Badgers    | 3           |                      | Wisconsin Badgers | 3     |       |  |
|  |                      |             |                      | Wisconsin Badgers | 3     |       |  |
|  |                      |             | Nebraska Cornhuskers | 2                 |       |       |  |
|  | Pittsburgh Panthers  | 1           | Nebraska Cornhuskers | 2                 |       |       |  |
|  | Pittsburgh Panthers  | 1           |                      |                   |       |       |  |
|  | Nebraska Cornhuskers | 3           |                      |                   |       |       |  |

#### Semifinaler
| 16 december 2021 Nationwide Arena, Columbus Speltid: 2:55 - Åskådare: ?      | Louisville Cardinals | 2 - 3 | Wisconsin Badgers    | 23-25, 25-15, 21-25, 25-23, 9-15 |
| 16 december 2021 Nationwide Arena, Columbus Speltid: 2:16 - Åskådare: 16 531 | Pittsburgh Panthers  | 1 - 3 | Nebraska Cornhuskers | 25-16, 17-25, 20-25, 22-25       |

#### Final
| 18 december 2021 Nationwide Arena, Columbus Speltid: 3:14 - Åskådare: 18 755 | Wisconsin Badgers | 3 - 2 | Nebraska Cornhuskers | 22-25, 31-29, 25-23, 23-25, 15-12 |

#### Individuella utmärkelser
| Utmärkelse              | Spelare              | Lag                  |
| ----------------------- | -------------------- | -------------------- |
| Mest värdefulla spelare | Anna Smrek           | Wisconsin Badgers    |
| All-Tournament Team     | Dana Rettke          | Wisconsin Badgers    |
| All-Tournament Team     | Sydney Hilley        | Wisconsin Badgers    |
| All-Tournament Team     | Nicklin Hames        | Nebraska Cornhuskers |
| All-Tournament Team     | Madison Kubik        | Nebraska Cornhuskers |
| All-Tournament Team     | Anna DeBeer          | Louisville Cardinals |
| All-Tournament Team     | Leketor Member-Meneh | Pittsburgh Panthers  |